# Винницкий, Давид Яковлевич
Давид Яковлевич Винницкий (3 [16] октября 1909 года, село Кирилловка, Звенигородский уезд, Киевская губерния, Российская империя — не ранее 1983) — инженер-теплотехник, специалист по проектированию и строительству электростанций, лауреат Сталинской премии 2-й степени (1946).

## Биография
Родился 3 октября 1909 года по старому стилю в селе Кириловка Звенигородского уезда Киевской губернии.
Окончил Киевскую школу фабрично-заводского ученичества имени Ратманского по специальности «слесарь» (1928) и Киевский механический институт по специальности «инженер-механик по теплосиловым установкам» (1932).
С 1929 г. работал в проектном бюро треста «Киевэнергомонтаж» в должностях от техника до начальника, руководил проектированием ТЭЦ — Чирчинской (1934), Минской (1934), Крюковской (1935), расширением Львовской ГРЭС (1936) и Кустанайской ТЭЦ (1936). Принимал участие в проектировании Киевской ТЭЦ (1937) и Киевской ГРЭС (1938), Воронежской ГРЭС (1938), Новосибирской ТЭЦ (1939), Липецкой ТЭЦ (1939), Тульской ТЭЦ.
В 1941 г. эвакуирован вместе с трестом в Челябинск. В 1941—1942 гг. начальник проектного бюро треста «Челябэнергомонтаж», в 1942—1944 гг. начальник производственно-технического отдела треста «Челябтэцстрой» и одновременно начальник производственно-технического отдела монтажа Челябинской ТЭЦ.
С 1944 г. начальник отдела треста «Мосэнергострой».
В 1960 г. числится как ответственный работник проектного института «Теплоэнергопроект» и Московского филиала института «Оргэнергострой» (Всесоюз. ин-т по проектированию и организации энергет. строительства), в 1963 — как заместитель главного инженера Главтеплоэнергомонтажа, в 1975 г. — как начальник отдела — заместитель главного инженера Главтеплоэнергомонтажа Министерства энергетики и электрификации СССР.

## Научные труды
- Организация и механизация монтажа тепломеханического оборудования на крупных электростанциях [Текст]. — Москва ; Ленинград : Госэнергоиздат, 1962. — 352 с. : ил.; 26 см.
- Экономическая работа в трестах Главтеплоэнергомонтажа [Текст] / Д. Я. Винницкий. — Москва : Оргэнергострой, 1967. — 56 с. : ил.; 21 см. — (Из опыта энергетического строительства/ М-во энергетики и электрификации СССР Главтеплоэнергомонтаж).
- Монтаж котельных агрегатов крупными блоками [Текст] / инж. Д. Я. Винницкий. — Москва ; Ленинград : изд-во и тип. Госэнергоиздата, 1946 (Москва). — 151 с., 5 л. ил. и черт. : ил., черт.; 22 см.
- Экономика строительства тепловых электростанций [Текст] : [учебное пособие для энергетических и энергостроительных техникумов] / С. Л. Фридман, Д. Я. Винницкий. — Москва ; Ленинград : Энергия, 1965. — 288 с. : ил.; 21 см.
- Инструкция по хранению и консервации энергетического и промышленного оборудования на базах и предприятиях Министерства электростанций [Текст] : Утв. 15/II 1951 г. / Сост.: инженеры Д. А. Винницкий, А. Н. Гончаров ; М-во электростанций СССР. Техн. упр. по строительству и монтажу. — Москва ; Ленинград : Госэнергоиздат, 1951. — 28 с.; 20 см.
- Справочник монтажника тепловых и атомных электростанций : Орг. монтаж. работ / [Д. Я. Винницкий, В. М. Бендерский, Л. Д. Гинзбург-Шик и др.]; Под общ. ред. В. П. Банника, Д. Я. Винницкого. — 2-е изд., перераб. — М. : Энергоиздат, 1981. — 928 с. : ил.; 20 см.
- Справочник монтажника тепловых и атомных электростанций : Технология монтаж. работ / [Д. Я. Винницкий, Ю. С. Бережной, В. В. Гирнис и др.]; Под общ. ред. В. П. Банника, Д. Я. Винницкого. — 2-е изд., перераб. — М. : Энергоатомиздат, 1983. — 880 с. : ил.; 21 см.

## Награды и звания
- Медаль «За трудовую доблесть» (1943)[1]
- Сталинская премия второй степени (1946) — за разработку новых передовых методов скоростного строительства и монтажа котельных агрегатов, осуществлённых при строительстве Челябинской ТЭЦ.
- Заслуженный строитель РСФСР (1975)[2]
- Ордена и медали.